# REエンジン
REエンジン（アールイー エンジン）は、カプコンが開発したゲームエンジン。
カプコン公式サイトにおける表記は「RE ENGINE」とアルファベット大文字であり、この表記で商標登録もされている。(商願:2020-026438)

## 概要
元々は『バイオハザード7 レジデント イービル』のために開発を行なった次世代ゲームエンジンで、「Panta Rhei」エンジン開発プロジェクトを一度仕切り直して再出発したものである。『バイオハザード7 レジデント イービル』の開発と並行して、2014年4月より開発のスタートを切った。
当時、「バイオハザードシリーズ」は高い人気を得ていたものの、次第にグラフィック面のクオリティーにおいて、競合と差別化することができなくなりつつあった。また、制作陣の目指している圧倒的に高品質な作品を作るには、既存のゲームエンジン「MT Framework」では不可能なレベルに達しつつあった。
カプコンが開発に目指したのは、「フォトリアルなグラフィックエンジン」と「説得力の高い世界観をイメージさせること」の完成であった。
2014年4月に開発のスタートを切った「REエンジン」に対して、ゲーム側の『バイオハザード7 レジデント イービル』の『プロトタイプ版（開発コードネーム：「はらわた」）』の制作には、この時は社外ゲームエンジン「Unity」を用いて制作を行なった。
翌年の2015年4月になる頃には「REエンジン」も実際のゲーム制作を進行させられるまでの完成レベルに至り、ここで「REエンジン」を本格的にゲーム開発に投入開始。また同時に、『バイオハザード7 レジデント イービル』の『製品版』の制作も開始をして、「新ゲームエンジン投入の企画で、開発チームに与えられた開発期間は約18ヶ月という厳しい開発条件」においても、プリプロダクションで十二分に検証した内容をもとにして、「REエンジン」は「短期間の開発に応える機能とパフォーマンス」を発揮して、『バイオハザード7 レジデント イービル』の制作を完了させた。
『7』の後も『バイオハザード RE:2』や『デビルメイクライ5』、『バイオハザード RE:3』、『バイオハザード ヴィレッジ』、『バイオハザード RE:4』、『ストリートファイター6』、『ドラゴンズドグマ2』、『モンスターハンターワイルズ』などでも活用している。また、Nintendo Switch向けシリーズにも導入した。

## REの意味
「GDC 2017」にて行われたセッション「Reliving the Horror: Talking "Resident Evil" forward by Looking Back」で明かされたところによれば、「RE」は「バイオハザードシリーズ」の海外名称に含まれる「Resident Evil」と一致するが、公式には偶然の一致と否定された。
REには複数の意味が込められており、「Revolution」（革命・大変革）もそのひとつである。また、カプコン社内で最も認知されているものが、月に手をかざしているロゴマークが象徴している「Reach for the Moon」（不可能に挑戦する）である。他にも多くの意味が、“RE”には込められているという。

## 開発経緯
カプコンでは、タイトルごとに共通ライブラリをカスタムしながらゲーム開発を行なっていたが、2005年頃に社内において「エンジンの共通化」を求める声が高まったことから、「MT Framework」の開発がスタートした。その後、このゲームエンジンを活用して『デッドライジング』（2006年）、『デビルメイクライ4』（2008年）、『バイオハザード5』（2009年）、『Dragon's Dogma』（2012年）、『バイオハザード6』（2012年）、『ロックマン11 運命の歯車!!』（2018年）などなどのゲームの制作を行なった。
「MT Framework」の問題点
15年という長期にわたって使用され、数々の大ヒット作品を産み出して、売上に寄与してきた「MT Framework」であったが、運用上ではいくつかの問題点が指摘されていた。
1. 大幅な新機能の追加や仕様変更が困難であった。例えば、試作フェーズでは新機能を追加し、試行錯誤しながらの開発が望まれるが、量産フェーズに入ると仕様変更は好まれない。そのため、両フェーズが同時進行していると、バージョンアップは容易ではなかった。
2. タイトルごとにエンジンコードの書き換えが行われていたため、互換性の喪失へと繋がっていた。また、エンジンやゲーム内の不具合を見つけたり、それに起因するバグ改善などについても各ゲームで個別に行わなければならず、非効率的であった。

「REエンジン」の設計方針
「MT Framework」における反省点を踏まえて、「REエンジン」は新たに再設計された。設計に際しては、以下の2つの指針が立てられた。
1. 高速なイテレーション（開発サイクル）を実現し、生産性を向上させること。
2. 独自のエンジンコード書き換えを禁止し、ひとつのエンジンで全てのタイトルを開発できるようにすること。

## 使用作品
- 2017年 - バイオハザード7 レジデント イービル
- 2019年 - バイオハザード RE:2 / デビルメイクライ5
- 2020年 - バイオハザード RE:3 / バイオハザード レジスタンス / デビルメイクライ5 スペシャルエディション
- 2021年 - カプコンアーケードスタジアム / 帰ってきた 魔界村 / モンスターハンターライズ / バイオハザード ヴィレッジ
- 2022年 - モンスターハンターライズ：サンブレイク / カプコンアーケード 2ndスタジアム / バイオハザード RE:バース
- 2023年 - バイオハザード RE:4 / ストリートファイター6 / ゴースト トリック（リマスター） / エグゾプライマル
- 2024年 - 逆転裁判456 王泥喜セレクション / ドラゴンズドグマ2 / 祇:Path of the Goddess / デッドライジング デラックスリマスター
- 2025年 - モンスターハンターワイルズ / 鬼武者2（リマスター）
- 2026年 - バイオハザード レクイエム / 鬼武者 Way of the Sword / プラグマタ
- 発売日未定 - 大神 完全新作

## CAPCOM Open Conference
- 2019年 - CAPCOM オープンカンファレンス RE:2019[5]
- 2022年 - CAPCOM オープンカンファレンス RE:2022[6]
- 2023年 - CAPCOM Open Conference Professional RE:2023[7]

## 評価・受賞歴

### 受賞
- CEDEC AWARDS 2017 - エンジニアリング部門 優秀賞[注 1][8]
- CEDEC AWARDS 2020 - エンジニアリング部門 最優秀賞[注 2][注 3][9][10][11][12]